# 아르카에오테리움
아르카에오테리움(Archaeotherium)(고대 그리스어: αρχαιοθήριον)은 신생대 에오세 후기부터 올리고세 초기까지 지금의 북아메리카에서 생존했던 포유류이다.

## 특징

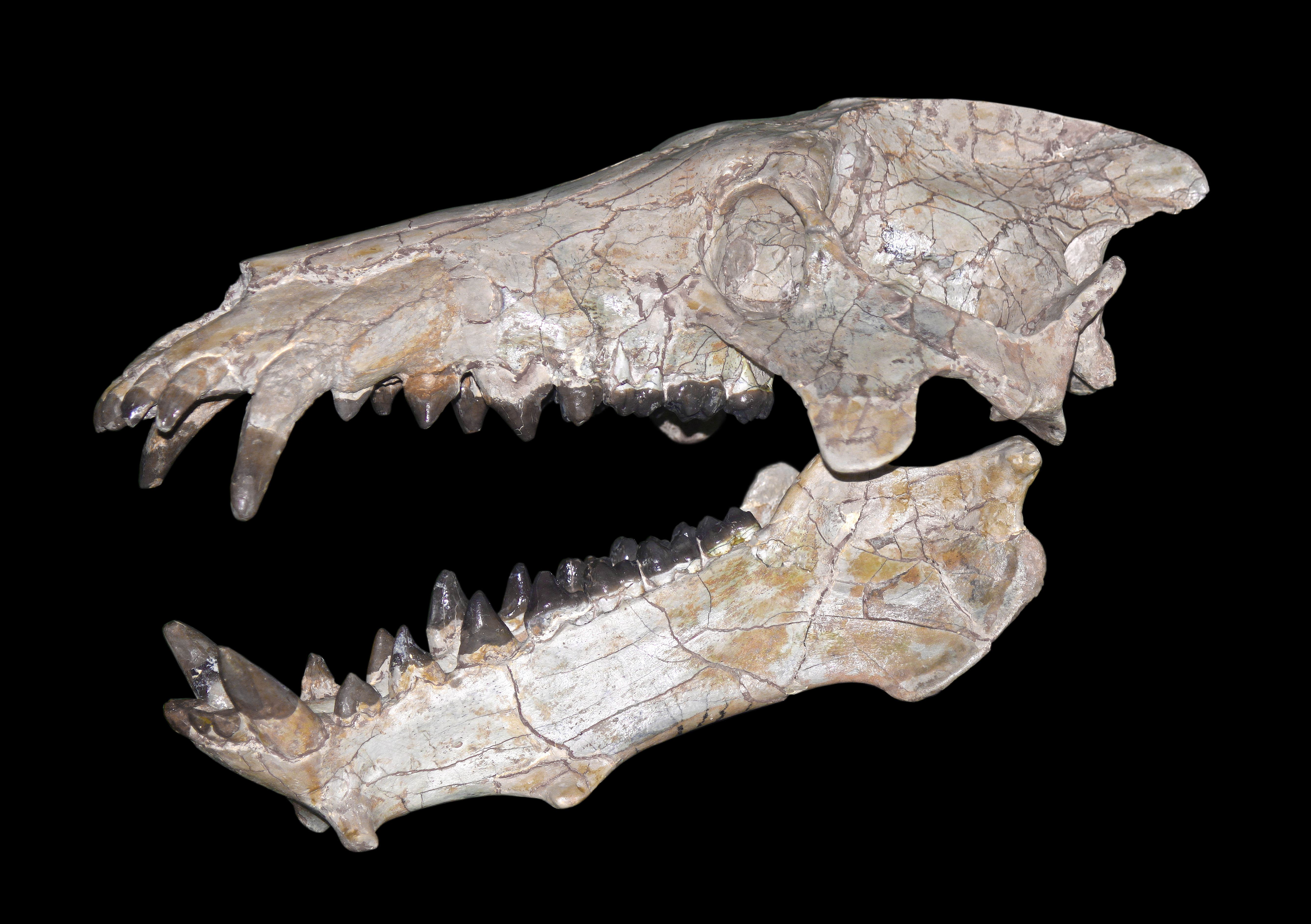
아르카에오테리움의 두개골

다리는 빠른 달리기에 특화된 부분이 부족한 구조였고, 갈라진 발굽으로 체중을 지탱했지만 발 뼈는 융합되지 않은 상태로 유지되었으며 발가락은 낙타 발처럼 퍼질 수 있었다. 이러한 독특한 구조는 부드러운 땅에서 움직이는 데 도움이 되었을 수 있다고 추청된다. 머리는 유난히 컸고, 머리의 무게를 지탱하기 위해 강한 목 근육과 힘줄을 가지고 있었다.